# Royaume de Bavière
1805 – 1918
(113 ans)
Entités précédentes :
- Électorat de Bavière
- Palatinat du Rhin
- Principauté épiscopale de Wurtzbourg

Entités suivantes :
- État libre de Bavière

Le royaume de Bavière (en allemand : Königreich Bayern) était un État d'Europe centrale. Il trouve son origine dans le grand remaniement territorial opéré par Napoléon Ier et Talleyrand en Europe centrale et destiné à affaiblir l’Autriche. À la suite de la victoire de la France sur l'Autriche, le 2 décembre 1805 à Austerlitz, le traité de paix conclu le 26 décembre 1805 à la paix de Presbourg entre les plénipotentiaires de l'empereur des Français Napoléon Ier et de l’empereur d'Autriche François Ier consacre la création du royaume de Bavière. Le 1er janvier 1806, la proclamation du roi Maximilien Ier Joseph a lieu à Munich.
Le territoire comprenait l’électorat de Bavière, de nombreuses régions séculaires de la vieille Bavière telles que Passau, Berchtesgaden et le Rupertiwinkel, le Palatinat de la rive gauche du Rhin et de grandes parties de la Franconie et de la Souabe.
Le royaume a existé jusqu'en 1918, lorsque son dernier roi, Louis III, quitte le pays en raison de la révolution de Novembre à la fin de la Première Guerre mondiale et s'enfuit en Hongrie. Avec la création de l’État libre de Bavière et furtivement de la république soviétique de Bavière, un nouvel État n'est pas fondé en Bavière, mais est finalement réorganisé en une république parlementaire.

## Histoire
Pour un article plus général, voir Histoire de la Bavière.

### Fondation et expansion territoriale

#### Recomposition territoriale de l'Allemagne du Sud à la suite des guerres napoléoniennes et création du royaume de Bavière
À la fin de l'année 1777, Charles-Théodore, prince-électeur du Palatinat appartenant à la maison de Wittelsbach, avait hérité également de l'électorat de Bavière. Ainsi naissait l'Électorat du Palatinat-Bavière, contrôlant de vastes territoires le long du Rhin désormais gouvernés depuis Munich. Avec la paix de Lunéville en 1801, l’électorat de Bavière, comme d’autres États du Saint-Empire romain germanique, avait été prié par la France de renoncer à ses territoires situés sur la rive gauche du Rhin. Ainsi, il renonçait aux territoires Palatins et au duché de Juliers. L'électorat de Bavière fut récompensé par le recès de la Diète d’Empire en 1803 des territoires en Franconie et en Souabe ; mais il fallut céder le reste de la rive droite du Palatinat rhénan à l'électorat de Bade. En 1805, la Bavière s'associa par le traité de Bogenhausen (de) à l'empereur des Français Napoléon Ier. Tandis que la nouvelle armée bavaroise, forte de 30 000 hommes, détenait des troupes autrichiennes à Iglau le 2 décembre 1805, Napoléon remporta la bataille d'Austerlitz. Les traités de Brünn et la paix de Presbourg permirent à la Bavière de gagner beaucoup de terres, y compris l’ensemble du Tyrol et du Vorarlberg, le margraviat autrichien de Burgau, la ville impériale d’Augsbourg et la région de Lindau. Ansbach, Eichstätt et le Passau Ilzland faisaient également partie de la nouvelle Bavière. En mars 1806, la Bavière se retira volontairement de la rive droite du duché de Berg en échange de la principauté d'Ansbach à Napoléon.
Dans la paix de Presbourg, conclue le 26 décembre 1805 entre la France et l'empereur germanique François II à la suite de la victoire le 2 décembre à Austerlitz de la France sur l'Autriche, la Bavière alliée à Napoléon fut proclamée royaume.
À l'occasion de la proclamation du royaume, le journal officiel du gouvernement indiqua que « l'État bavarois s'était élevé à sa dignité originelle », faisant référence à l'époque des Carolingiens.
L'électeur Maximilien IV Joseph de Bavière - souverain de l’électorat de Bavière depuis 1799 - accepta officiellement le titre de « roi Maximilien Ier de Bavière » le 1er janvier 1806. Maximilien était auparavant duc de Deux-Ponts, pour lequel il avait été nommé après le décès de son prédécesseur Charles II Auguste, en 1795. Après l'extinction de la lignée bavaroise des Wittelsbach en 1777,et comme représentant de la branche cadette de ces mêmes Wittelsbach, il devint le régent la lignée du Palatinat en 1799, souverain de Bavière.
Malgré ces gains considérables, certains souverains, comme les rois de Prusse et plus tard l'empereur allemand Guillaume II, qualifièrent Maximilien Ier de « roi par la grâce de Napoléon », soulignant ainsi le rôle crucial de l'empereur français dans l'accession de la Bavière au statut de royaume.
En mars 1806, le Royaume de Bavière céda le duché de Berg sur la rive droite du Rhin, avec sa capitale Düsseldorf, à Napoléon en échange de la principauté d'Ansbach. Cet échange marqua la fin du processus par lequel tous les territoires rhénans des Wittelsbach furent troqués contre des possessions plus proches de la Bavière.

#### Alliance avec la France et consolidation après le congrès de Vienne
En juillet 1806, la Bavière quitta formellement le Saint-Empire romain germanique en renonçant à sa dignité électorale, dans le cadre du traité de la confédération du Rhin. Le 6 août 1806, l'empereur d'Autriche François Ier renonçait à sa dignité d'empereur, entérinant la fin du Saint-Empire Romain germanique. Une partie des États qui le constituaient, dont la Bavière, se retrouva dans la confédération du Rhin, dont Napoléon devint le protecteur. Par la même occasion, le nouveau roi de Bavière maria l’une de ses filles, Augusta-Amélie de Wittelsbach à Eugène de Beauharnais, beau-fils et fils adoptif de Napoléon 1er, et ce mariage fut réputé heureux. Le royaume devint alors le principal membre de la confédération du Rhin, en tant qu'allié de la France.
La conscription forcée des recrues de l'armée bavaroise provoqua le soulèvement des Tyroliens sous Andreas Hofer, surnommé « le chouan du Tyrol », qui commença le 9 avril 1809 dans la capitale tyrolienne d'Innsbruck et prit fin le 1er novembre 1809 avec la défaite des Tyroliens à Bergisel. Le traité de Paris du 28 février 1810 entre la France et la Bavière donna lieu à des rassemblements régionaux. La Bavière reçut comme territoires, le margraviat de Bayreuth, la principauté de Ratisbonne, l'Innviertel, la moitié du Quartier d’Hausruck ainsi que Salzbourg et l’ancienne principauté-prévôtale de Berchtesgaden. En retour, le sud du Tyrol et certaines zones souabes durent être rendus. Le traité frontalier entre la Bavière et le Wurtemberg du 18 mai 1810 et la cession territoriale respective créèrent la frontière qui existe encore de nos jours.
Le ministre du roi Maximilien, Maximilian, comte de Montgelas, est considéré comme le créateur de l'État bavarois moderne, s’imprégnant de ce qui se faisait en France sous l’égide de Napoléon Ier et des idées de la Révolution : abolition des privilèges de la noblesse, réforme fiscale, conscription, mais aussi mesures coercitives à l’égard du clergé (par exemple fermeture du couvent des Augustins à Munich). Le 1er mai 1808, la Constitution bavaroise fut promulguée. Elle reconnaissait les droits à la liberté et à l'égalité et définissait le roi comme un organe de l'État. Le roi devait jurer la constitution et était soumis à elle. Dans le même temps, la constitution supprima toutes les reliques du servage laissées par l'ancien Empire. Grâce aux édits religieux des 10 janvier 1803 et 14 juin 1809, les trois confessions chrétiennes devinrent égales – catholiques, réformés et luthériens.
En 1807, les privilèges fiscaux furent supprimés. En 1805, tous les offices héréditaires et commerciaux furent supprimés par les grands services pragmatiques. Le règlement de Munich de 1805 et l'édit juif de 1813 accordèrent aux Israélites une première liberté dans la nouvelle Bavière.
Le 27 août 1807, la Bavière fut le premier pays au monde à introduire un vaccin antivariolique. En 1812, la gendarmerie bavaroise fut fondée. Un nouveau code pénal rédigé par Anselm von Feuerbach abolit la torture en 1813.
À partir de juin 1812, 30 000 soldats bavarois périrent lors de la campagne de Russie. Cette campagne coûta ainsi à la Bavière presque toute son armée envoyée et renforça, non seulement chez Montgelas, l'inclination à se détacher de la France. En raison de l'opinion publique, toujours soigneusement prise en compte par Montgelas et le roi Maximilien, on craignait des troubles, surtout au Tyrol, au Vorarlberg et en Franconie. Cependant, grâce à la conscription générale, l'armée put être rapidement reconstituée. Dès 1813, des troupes russes en progression menaçaient la région de Hof au nord-est du royaume. En conséquence, le 8 octobre 1813, dix jours avant la bataille de Leipzig, le roi renonça à son alliance avec Napoléon Ier par le traité secret de Ried et rejoignit l'Autriche au sein de la Sixième Coalition.
À la suite du congrès de Vienne en 1814 et 1815, qui définit les contours de l'Europe après la défaite de Napoléon Ier, la Bavière dut renoncer largement à ses gains. Mais il fallut compenser le retour des parties rhénanes du Palatinat et de la Franconie autour de Wurtzbourg et d'Aschaffenbourg. Alzenau, jusqu'alors hessoise, avec ses environs, Hammelburg gouvernée par Vienne, ainsi que Bad Brückenau, Miltenberg, Amorbach et Marktredwitz, jusqu'alors bohémienne, furent à nouveau rattachées à la Franconie. Les nouvelles frontières furent finalement définies par le traité de Munich en 1816, alors que le royaume de Bavière cédait également Salzbourg à l'empire d'Autriche en échange d'autres territoires franconiens et récupérait de grandes parties du Palatinat rhénan, dont le Palatinat-Deux-Ponts. Le différend frontalier bado-bavarois sur la rive droite du Palatinat rhénan avec les anciennes résidences des Wittelsbach à Mannheim, Schwetzingen et Heidelberg fut alors soldé en 1818 au congrès d'Aix-la-Chapelle en faveur du grand-duché de Bade.
Cette période de consolidation après le congrès de Vienne permit à la Bavière de s'affirmer comme un État de taille moyenne au sein de la Confédération germanique. Le roi Maximilien Ier Joseph et son ministre Montgelas poursuivirent leurs réformes internes, modernisant l'administration, le système judiciaire et l'économie du royaume. Bien que le territoire de la Bavière ait presque doublé, si l'on prend en compte l'ancienne zone d'influence des Wittelsbach sur le Rhin, l'augmentation apparaît plus modeste que pour d'autres États allemands : le territoire était passé de 61 000 km² (avant 1803) à 76 000 km² (en 1816). En revanche, la population de la Bavière avait augmenté, passant de 1,9 million à 3,7 millions d'habitants depuis 1799.
À partir de 1815, une force d'occupation d'environ 1 million de soldats provenant de différents pays fut stationnée en France pendant trois ans, répartie en zones d'occupation. La zone contrôlée par la Bavière se situait à l'est d'Orléans, entre les zones autrichienne et prussienne.
Cette période marque une transformation significative pour la Bavière, tant sur le plan territorial que démographique. Malgré les pertes de certains territoires acquis pendant l'ère napoléonienne, comme le Tyrol et Salzbourg, la Bavière a réussi à consolider et à étendre son territoire, notamment en Franconie et dans le Palatinat rhénan. L'augmentation substantielle de la population, qui a presque doublé, a eu des implications importantes pour le développement économique et social du royaume. De plus, la participation de la Bavière à l'occupation de la France après la défaite de Napoléon souligne son nouveau statut de puissance moyenne au sein de la Confédération germanique, capable de projeter son influence au-delà de ses frontières.
Le 2 février 1817, le roi de Bavière renvoya Montgelas à la demande de certains de ses adversaires.

### Constitution du royaume

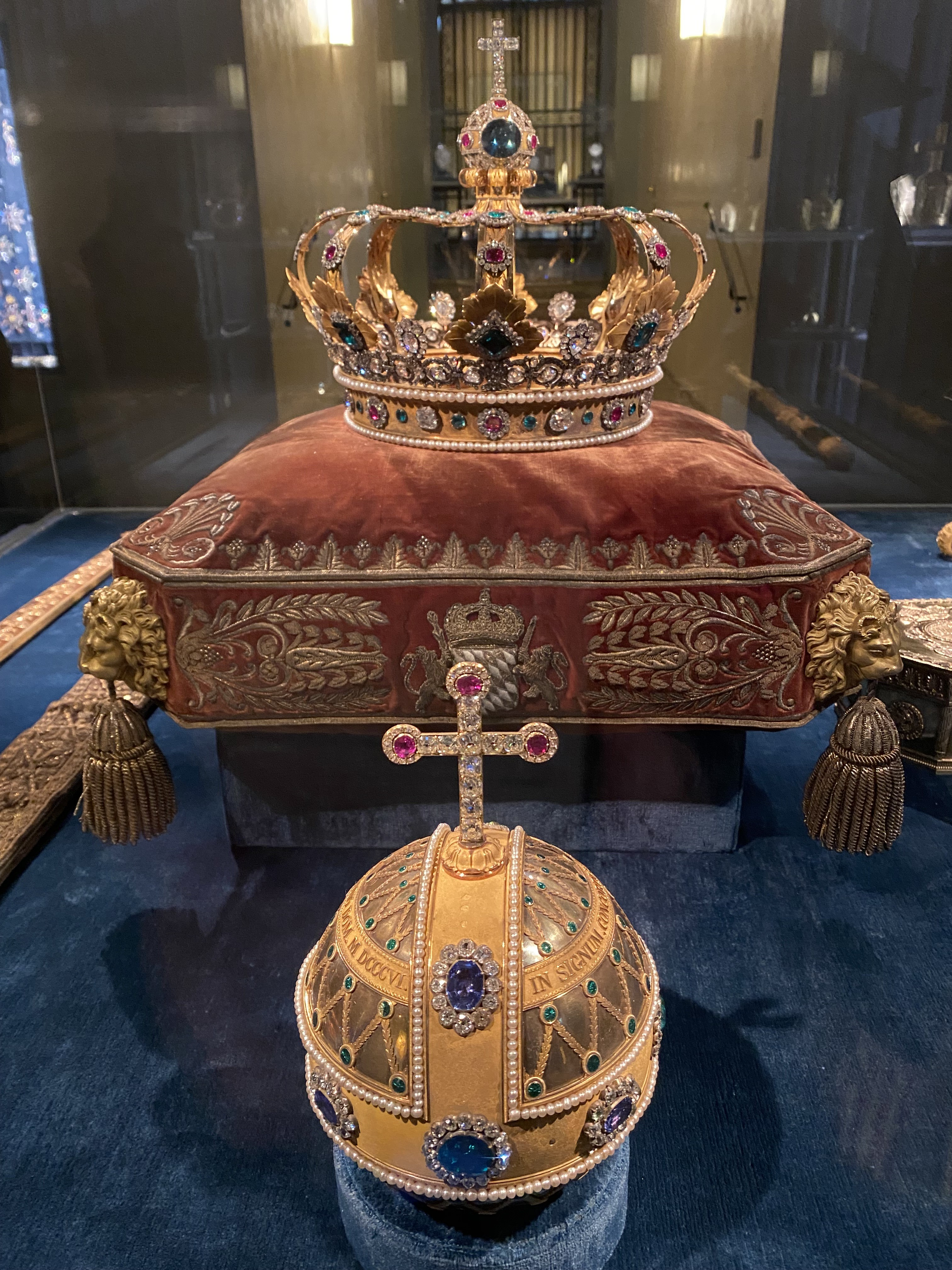
Une partie des joyaux de la couronne du royaume de Bavière, visibles dans les salles du trésor à la Residenz à Munich

Le 26 mai 1818, Maximilien Ier Joseph publia la constitution de 1818 qui, contrairement à la constitution de 1808, réglementait également la question d'un organe représentatif. Il ajouta les libertés politiques aux libertés civiles. « Aucun pays n’est actuellement en Europe, où l’on parle plus librement, écrit en toute liberté et librement négocié qu’ici en Bavière », se réjouit Anselm von Feuerbach en 1818. La nouvelle constitution prévoyait une division en deux chambres. Dans la première chambre siégeaient des représentants du clergé et de la noblesse, ainsi que d'autres personnalités nommées par le roi. La deuxième chambre était occupée par un vote de recensement indirect. Avec elle, la Bavière devint une monarchie constitutionnelle. La constitution du royaume de Bavière accordée en 1808, qui fut largement révisée en 1818, resta en vigueur (avec certains ajouts et modifications) jusqu'à la fin de la monarchie en 1918, soit exactement 100 ans.
Cette évolution constitutionnelle marque une étape importante dans l'histoire de la Bavière. Elle reflète une tendance vers une plus grande libéralisation politique, tout en maintenant la structure monarchique. La création d'un système bicaméral et l'introduction d'un suffrage, même limité, représentaient des avancées significatives pour l'époque.

### Monnaie bavaroise: florins et kreuzer
À partir de 1806, une réforme monétaire entra en vigueur dans le nouveau royaume, unifiant la monnaie dans ce dernier. 60 kreuzer avaient la valeur d'un florin : les pièces de monnaie bavaroises étaient estampées au centre de Munich par la Bayerisches Hauptmünzamt (Monnaie royale). Toutes les pièces bavaroises portaient les portraits des rois de Bavière. Le blason bavarois avec couronne était toujours représenté du côté opposé.
En 1836, la Bayerische Hypotheken- und Wechsel-Bank obtint le privilège d'émettre des billets de banque bavarois. Ainsi, elle devint la banque centrale bavaroise. 100 000 florins dans des billets de 10 florins en 1836 furent à la base de la nouvelle ère de l'économie monétaire dans le royaume. Contrairement au scepticisme des politiciens et des banquiers bavarois, ces nouveaux billets devinrent rapidement un moyen de paiement accepté et populaire. En 1839, des billets de 100 florins bavarois furent imprimés pour la première fois. Le 4 décembre 1871, avec l’uniformisation du système monétaire dans le Reich, le nouveau « mark » remplace le florin de Bavière.

### La Bavière au sein de la Confédération germanique

#### Le royaume de Bavière durant le Vormärz
En 1815, la Bavière adhéra à la Confédération germanique. Les efforts du chancelier autrichien Metternich pour élargir les compétences de la Confédération et limiter l'indépendance des États membres par les décrets de Carlsbad de 1819 échouèrent face à la résistance bavaroise. Cependant, en tant que puissance moyenne au sein de la Confédération, la Bavière ne pouvait pas agir de manière totalement indépendante entre Vienne et Berlin. Jusqu'en 1819, il y eut encore de petits changements frontaliers au nord-ouest en faveur de la Bavière.
Lorsque Maximilien Ier décéda en 1825, son fils aîné lui succèda sous le nom de Louis Ier. Il fit de Munich, la capitale de la Bavière, un centre d'art et de culture. Le nouveau roi fonda des universités et encouragea une réforme des écoles dans le royaume. Son règne vit la création de nombreuses collections d'art et de bâtiments néoclassiques. Par la promotion des arts par le mécénat, Louis Ier ambitionnait de faire de sa capitale l’« Athènes du Nord » en s'appuyant sur un retour à l'Antiquité. Le roi assainit les finances de l'État et sécurisa les finances du royaume par des économies dans tous les domaines, y compris le budget militaire.
Pour promouvoir davantage l'intégration des nouveaux territoires ajoutés à la Bavière, il modifia par la suite sa titulature en 1837 et pour se désigner désormais « roi de Bavière, duc de Franconie, duc en Souabe et comte palatin du Rhin ». Lors de la réforme territoriale ordonnée par le roi Louis Ier en novembre 1837, tous les cercles d'État (comme on appelait alors les districts) furent également renommés, passant des noms de rivières aux noms historiques, par exemple l'Isarkreis redevint la Haute-Bavière. Dès 1835, Louis avait également ordonné un nouveau blason d'État qui reflétait les différentes parties du pays bavarois.
Par le traité de Londres de 1832, les puissances européennes qu'étaient la Russie, la France et l'Angleterre s'engagèrent à installer le prince bavarois Otto comme souverain du nouveau royaume de Grèce. En 1828, l'Union douanière Bavière-Wurtemberg fut fondée. Après la Révolution de Juillet de 1830 à Paris et la propagation du mouvement révolutionnaire à une grande partie de l'Europe, la politique du roi Louis montra de plus en plus de tendances réactionnaires. Il réintroduisit la censure et abolit la liberté de la presse. Sous Louis Ier, l'influence des ultramontains sous Karl von Abel augmenta. Abel entrava également la formation de congrégations protestantes, favorisa les convertis au catholicisme et mis l'accent sur l'autorité monarchique. La Fête de Hambach de 1832 dans le Palatinat au château de Hambach près de Neustadt an der Weinstraße avait ses racines dans le mécontentement de la population palatine vis-à-vis de l'administration bavaroise. En 1834, la Bavière intègre progressivement une union douanière, le Zollverein, initiée par la Prusse, ouvrant plus largement ses marchés aux autres États de l’Allemagne, avec un taux douanier baissé à 9%. Un traité frontalier du 30 janvier 1844 clarifia les sections disputées de la frontière entre le royaume de Bavière avec le Tyrol et le Vorarlberg appartenant à l'Autriche.
L'économie et la société bavaroises restèrent marquées toutefois par l'agriculture tout au long du XIXe siècle. L'émigration vers l'Amérique du Nord augmenta, en particulier en Franconie et dans le Palatinat. Vers 1840, la population paysanne représentait encore plus de 65% du total. L'industrie était limitée aux centres d'Augsbourg et de Nuremberg, de Haute-Franconie et du Palatinat rhénan. Louis Ier lui-même nourrissait de grandes réserves contre l'industrialisation du pays. L'accent de la politique économique du roi Louis Ier fut donc mis sur les mesures de sécurité et de protection pour l'économie locale. Sous le règne de Louis Ier, des expositions régionales et nationales pour l'artisanat, l'agriculture et l'industrie devinrent courantes pour la première fois. Le roi encouragea également la construction de chemins de fer en Bavière, qui a commencé sous le règne de Louis Ier. Son règne marqua l'amorce d'un rapprochement ferroviaire avec la Prusse, en développant des chemins de fer étendant leur maillage territorial à travers les états de la confédération (la première ligne bavaroise ouvrant en 1840 entre Munich et Augsbourg). Le premier chemin de fer allemand pour le transport de passagers entre Nuremberg et Fürth, le Ludwigseisenbahn (1835) ainsi que le chemin de fer entre Bexbach et Ludwigshafen sur le Rhin, le Pfälzische Ludwigsbahn, furent nommés en son honneur. Louis Ier fit construire la ligne ferroviaire Hof–Nuremberg–Augsbourg–Kempten–Lindau (Ludwig-Süd-Nord-Bahn) de 1843 à 1854. Il a également initié le canal Ludwig-Danube-Main, une connexion entre la mer du Nord et la mer Noire, le précurseur du canal actuel Main-Danube. Ce n'est que dans les années 1850 que l'industrialisation débuta réellement en Bavière bien que seulement dans certaines régions du pays.
Pendant la période du Vormärz, l'inflation et le chômage dégradèrent tellement les conditions de vie des couches larges de la population que même la classe moyenne été menacé de s'appauvrir et le gouvernement craignait des troubles. La révolution française de 1848 alluma des feux qui couvaient dans plusieurs villes d'Europe centrale, dont Munich. Une avalanche de lettres arriva au printemps 1848 de toutes les parties de la Bavière au roi, réclamant des changements libéraux et nationaux dans la constitution. En mars 1848, des révoltes paysannes éclatèrent en Franconie, en Souabe et en Basse-Bavière. Les paysans refusaient les corvées et les redevances. Les révoltes furent étouffées par l'armée, mais le gouvernement présenta un projet de loi sur l'affranchissement des paysans.
Le 6 mars 1848, le roi approuva par proclamation les propositions venues du conseil municipal de Ratisbonne. Il nomma le maire de la ville, Gottlieb von Thon-Dittmer (de) comme administrateur du ministère de l'Intérieur avec pour mission de former un gouvernement et de mettre en œuvre les concessions royales contenues par la proclamation en collaboration avec le parlement. Cependant l’affaire Lola Montès, maîtresse de Louis Ier provoqua l'abdication du roi le 20 mars. Celui-ci abdiqua au profit de son fils aîné Maximilien qui devint le nouveau roi de Bavière Maximilien II. Au cours des années 1850, alors que l’industrialisation s’accélèrait notamment dans la vallée du Rhin, les initiatives politiques des différents États désignaient progressivement la Prusse comme étant le vecteur de fabrication de l’unité allemande. Ce fut le début de l’action ferme et volontaire du ministre prussien Otto von Bismarck, soutenu par Napoléon III.

#### L'ère réactionnaire
Le nouveau gouvernement conclut des réformes libérales dans les domaines du droit électoral du parlement, de la censure de la presse, de la liberté de réunion et d'association, du système judiciaire et de l'affranchissement des paysans, qui furent adoptées par le Landtag. Cependant, la mise en œuvre des réformes prit beaucoup de temps et le projet de loi sur l'émancipation des Juifs se heurta à une forte résistance populaire. En 1851, entre autres, la création de caisses de secours maladie et de retraite devint obligatoire lors de la fondation d'usines. Maximilien II fut le dernier roi de Bavière à pouvoir encore, malgré l'extension des droits du parlement, prendre des initiatives politiques.
Le roi rejeta la constitution impériale adoptée le 28 mars 1849 par l'Assemblée de Francfort, ce qui déclencha l'insurrection du Palatinat. Le roi appela l'armée prussienne en renfort et le 10 juin 1849, un corps d'armée bavarois fut également envoyé dans le Palatinat, écrasant ainsi la révolte. Malgré l'aide prussienne dans le Palatinat, la Bavière ne se joignit pas à l'Union d'Erfurt, par laquelle le roi de Prusse voulait en partie établir l'unité allemande. Lors de la crise de l'automne de 1850, la Bavière se tenant donc aux côtés de l'Autriche envoya ses troupes en Hesse électorale, où les armées austro-bavaroises et prussiennes s'affrontèrent.
Avec son ministre Ludwig von der Pfordten, le roi Maximilien poursuivit dans les années suivantes le concept de la politique de la troisième voie, une Troisième Allemagne. Les États allemands moyens sous la direction de la Bavière devaient se développer en une troisième force aux côtés des deux grandes puissances qu'étaient la Prusse et l'Autriche. Il participa donc aux conférences de Wurtzbourg (de), qui n'apportèrent cependant pas de réforme à la Confédération germanique. Cependant, les autres États étaient également méfiants envers la Bavière. Après l'accord entre l'Autriche et la Prusse dans le traité d'Olmütz en décembre 1850, le concept de la troisième voie perdit de son importance dans les années suivantes. La Bavière et les autres puissances moyennes allemandes tentèrent vainement de convaincre le gouvernement de Vienne d'adhérer au Zollverein.
La conférence de Bamberg (de) initiée par Maximilien pendant la guerre de Crimée se conclut en 1854 par une perte considérable de prestige diplomatique pour la Bavière, car l'Autriche resta neutre mais ne consulta pas la Confédération germanique ni pris en compte les conditions des États allemands moyens. La Grèce, gouvernée par le frère de Maximilien, Othon Ier, était entrée dans la guerre de Crimée aux côtés de la Russie. Après que l'Autriche eut été vaincue en 1859 dans la guerre contre la France et le Piémont-Sardaigne, le ministre autrichien des Affaires étrangères proposa finalement en 1862 l'adhésion au Zollverein, mais le ministre-président prussien Otto von Bismarck fit échouer cette initiative en menaçant ses membres du retrait possible de la Prusse. Le Congrès des princes de Francfort, à laquelle Maximilien participa, échoua en 1863. En effet, son ouverture laisser percevoir l'absence du roi Guillaume Ier de Prusse, bien que l'empereur François-Joseph d'Autriche l'ait invité. En février 1864, la guerre germano-danoise éclata alors. Jusqu'au bout, l'impuissance politique de la Bavière et de la Confédération germanique face aux grandes puissances d'Autriche et de Prusse se manifesta.
Le 1er juillet 1862, la séparation du judiciaire et de l'exécutif fut réalisée à l'intérieur avec la suppression des anciens tribunaux de district. Le roi favorisait de manière ciblée les traditions et la culture bavaroises pour s'opposer aux aspirations unificatrices allemandes par une identité propre. C'est dans ce contexte qu'il faut replacer la fondation du Musée national et de la fondation du Maximilianeum.
Maximilien II règna jusqu'à sa mort le 10 mars 1864. Le même jour, son fils aîné Louis fut proclamé roi sous le nom de Louis II. Le soutien à Richard Wagner, qui se mêlait aussi de politique, provoqua un scandale. En décembre 1865, Louis II dut céder face à l'opposition du gouvernement, des citoyens de Munich et de sa propre famille, et demander au controversé Wagner de quitter la Bavière. Hanté par ses passions artistiques, sans limites, subjugué par la musique d'opéra de Wagner, le nouveau roi se montrait plus distant des affaires politiques. Sous ce dernier, la direction effective du pays passa au Conseil des ministres.

### La Bavière et la fondation de l'Empire

#### Les guerres d'unification allemandes
Au début des guerres d'unification allemande, la Bavière restait encore à l'écart. À l'Assemblée fédérale, l'action unilatérale des deux grandes puissances allemandes lors de la crise des Duchés de 1864 provoqua à plusieurs reprises des protestations des États allemands moyens pour cause d'illégalité présumée. Les royaumes de Bavière et de Saxe refusèrent ensuite à l'Autriche le passage de troupes à travers leurs territoires, de sorte qu'elles durent passer par la Silésie.
Le ministre von der Pfordten voulait atteindre son objectif politique, à savoir assurer l'existence souveraine de la Bavière, en préservant la constitution fédérale. Comme beaucoup de ses contemporains, von der Pfordten sous-estima la détermination de Bismarck à résoudre la "question allemande" sous la direction de la Prusse. Après la décision fédérale du 14 juin 1866 contre la Prusse, la guerre austro-prussienne débuta. La Bavière combattit aux côtés de l'Autriche contre la Prusse dans le cadre de la campagne du Main et subit une lourde défaite lors des combats près d'Uettingen le 26 juillet. Cependant, les pertes territoriales qui suivirent restèrent limitées. Dans le traité de paix de Berlin avec le royaume de Prusse du 22 août 1866, la Bavière ne céda à la Prusse que le district administratif de Gersfeld et le district judiciaire d'Orb ainsi que Kaulsdorf. La Confédération germanique fut dissoute en août 1866 à la suite de la guerre austro-prussienne.
Par conséquent, en 1867, la Prusse fonda la confédération de l'Allemagne du Nord. La Bavière resta en dehors de la confédération et ne rejoignit pas non plus une confédération des États du sud de l'Allemagne, qui avait été proposée dans le traité de paix de Prague. Le Bade, le Wurtemberg et la Hesse-Darmstadt préféraient également s'entendre directement avec la Prusse plutôt que de devenir dépendants de la Bavière.
Les premiers ministres se succédèrent au gré des rapprochements ou des crispations avec la Prusse. Fin 1866, von der Pfordten avait été remplacé comme chef du gouvernement par Clovis de Hohenhole, qui soutenait certes la prétention prussienne à l'hégémonie dans la politique allemande, mais refusait l'adhésion de la Bavière à un nouvel État fédéral.
Ainsi, à la suite de la guerre de 1866, la Bavière jouit à nouveau, après 1813-1816, de quatre années de son histoire (1866-1870) pendant lesquelles elle était de jure pleinement souveraine, c'est-à-dire sans être intégrée dans un État ou une confédération plus large. Cependant, le roi Louis II dut signer le 22 août 1866 une alliance défensive et offensive. Ainsi, en cas de guerre, l'armée bavaroise était placée sous le commandement du roi de Prusse en tant que commandant en chef fédéral. Par conséquent, lors de la guerre franco-allemande de 1870, la Bavière combattit aux côtés de l'Allemagne du Nord. Par cet événement, l'avocat munichois et député Marquard Adolph Barth (de) rassembla de plus en plus de partisans qui plaidaient pour un rattachement aussi étroit que possible de la Bavière à la Prusse.

#### L'entrée du royaume dans l'Empire allemand
L'année 1870 vit le début d’une guerre franco-allemande. À la suite de la défaite de Sedan, l’Empire de Napoléon III tomba, la République fut proclamée mais la guerre se poursuivit sur le motif de revendications de l’Alsace-Lorraine. Les Allemands gagnèrent en fin de compte en 1871.

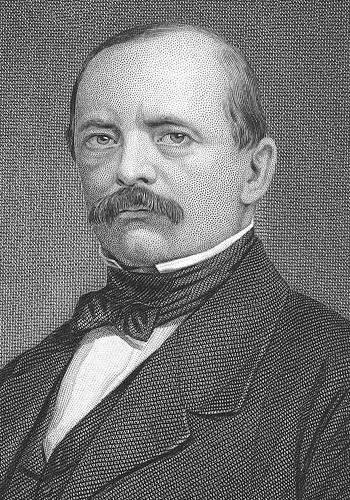
Otto von Bismark, chancelier, artisan de l'unité allemande et de la création de l'empire

Les traités de novembre 1870 préparèrent l'adhésion de la Bavière à la confédération de l'Allemagne du Nord. Otto von Bismarck accéléra ses projets : l’Allemagne devait devenir un empire, compatible avec un projet fédéral, et le roi de Prusse Guillaume Ier en serait l’empereur. Les négociations débutèrent avec la Bavière fin 1870 et Louis II se résigna. Bismarck souhaitait également que les princes allemands offrent officiellement la couronne impériale au roi Guillaume de Prusse. Pour cela, Bismarck rédigea une lettre impériale que Louis II, en tant que prince allemand le plus important (en dehors de Prusse), devait signer. Le roi Louis considérait cela comme une exigence personnelle déplacée et Bismarck rejeta la proposition irréaliste de Louis de faire alterner la dignité impériale entre Berlin et Munich, la Prusse et son chancelier veillaient en toutes circonstances aux intérêts de cette dernière. Louis accepta avec réticence le titre impérial pour le roi de Prusse, cousin de sa mère, qu'il estimait peu, et signa la lettre impériale. Après la signature de l'accord avec la Bavière le 22 novembre 1870, Bismarck déclara à ses secrétaires : « L'unité allemande est faite ! ».
Le 18 janvier 1871, l’Empire allemand est proclamé dans la galerie des glaces à Versailles, Othon y représenta son frère Louis II,.
Ce n'est qu'à contrecœur et tardivement que le parlement bavarois ratifia la constitution impériale du 1er janvier 1871, y adhérant rétroactivement ainsi qu'à l'État allemand unifié. Le 21 janvier, le parlement de Munich adopta le traité incorporant la Bavière à la confédération de l'Allemagne du Nord par 102 voix contre 48. Louis II mit en vigueur cette ratification le 30 janvier 1871, rétroactivement au début de l'année,.
Les résistances à l'adhésion au nouvel empire dominé par la Prusse étaient considérables. Le gouvernement bavarois, sous la direction du Premier ministre Otto de Bray-Steinburg, n'obtint que de justesse la majorité des deux tiers requise, après une forte opposition, notamment du Parti patriote bavarois.

Le journaliste Johann Baptist Sigl (de) mettait en garde sans ménagement contre le militarisme prussien dans le journal populaire Das bayerische Vaterland lors de la fondation de l'Empire allemand, en déclarant : « Plus de guerres, plus d'estropiés, plus de listes de morts et plus de feuilles d'impôts... » Il compara la nouvelle couronne impériale à un casque à pointe prussien agrandi,,.

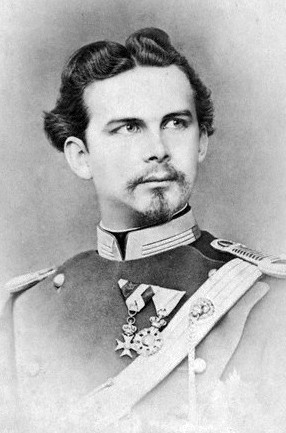
Louis II, roi de Bavière

Malgré les résistances à l'adhésion au Reich allemand, la Bavière put obtenir des droits de réserve en tant que deuxième plus grand État de l’empire. Cela signifiait que la Bavière pouvait maintenir une administration propre dans certains domaines, comme la numérotation à part des corps d'armées bavarois, la frappe de pièces de monnaie à l'effigie du roi, et le maintien des postes, le maintien d'un corps diplomatique et une gestion ferroviaire indépendantes. Ces droits furent soigneusement protégés et soulignés par des bâtiments représentatifs comme le musée de l'armée et le ministère des Transports,.
Le royaume de Bavière fonctionnerait presque comme un État indépendant au sein de l’empire en conservant également le droit à une politique étrangère propre, ce qui permit à de nombreux ambassadeurs de rester à Munich jusqu'à la Première Guerre mondiale.
En octobre 1875, lorsque la majorité cléricale du Landtag dénonça ouvertement dans une adresse le ministère d'État de la Maison royale et des Affaires étrangères d'Adolph von Pfretzschner qui lui était favorable et demanda au roi de satisfaire ses exigences, le roi s'y opposa fermement et assura en 1876, lors de la clôture du parlement, sa confiance inébranlable au gouvernement libéral. Depuis 1869 déjà, un ministère libéral sur le plan idéologique, conservateur sur le plan politique, favorable au Reich et à l'Église d'État, gouvernait continuellement contre une majorité conservatrice, nettement bavaroise et catholique du Landtag. Pour le roi, la démonstration de sa souveraineté était plus importante que les points communs avec les conservateurs. Il resta fidèle à cette position ferme contre la majorité ultramontaine de la Chambre dans les années suivantes, mais se retira de plus en plus de la politique dans son monde féerique. En 1880, Pfretzschner fut remplacé à la présidence du Conseil des ministres par Johann von Lutz, qui cherchait à préserver la position du roi en s'opposant fermement à ce qu'il devienne "une simple machine à signer entre les mains des ministres responsables".

Des questions se posaient déjà sur la santé mentale du roi, et qui plus est Louis II dépensait 

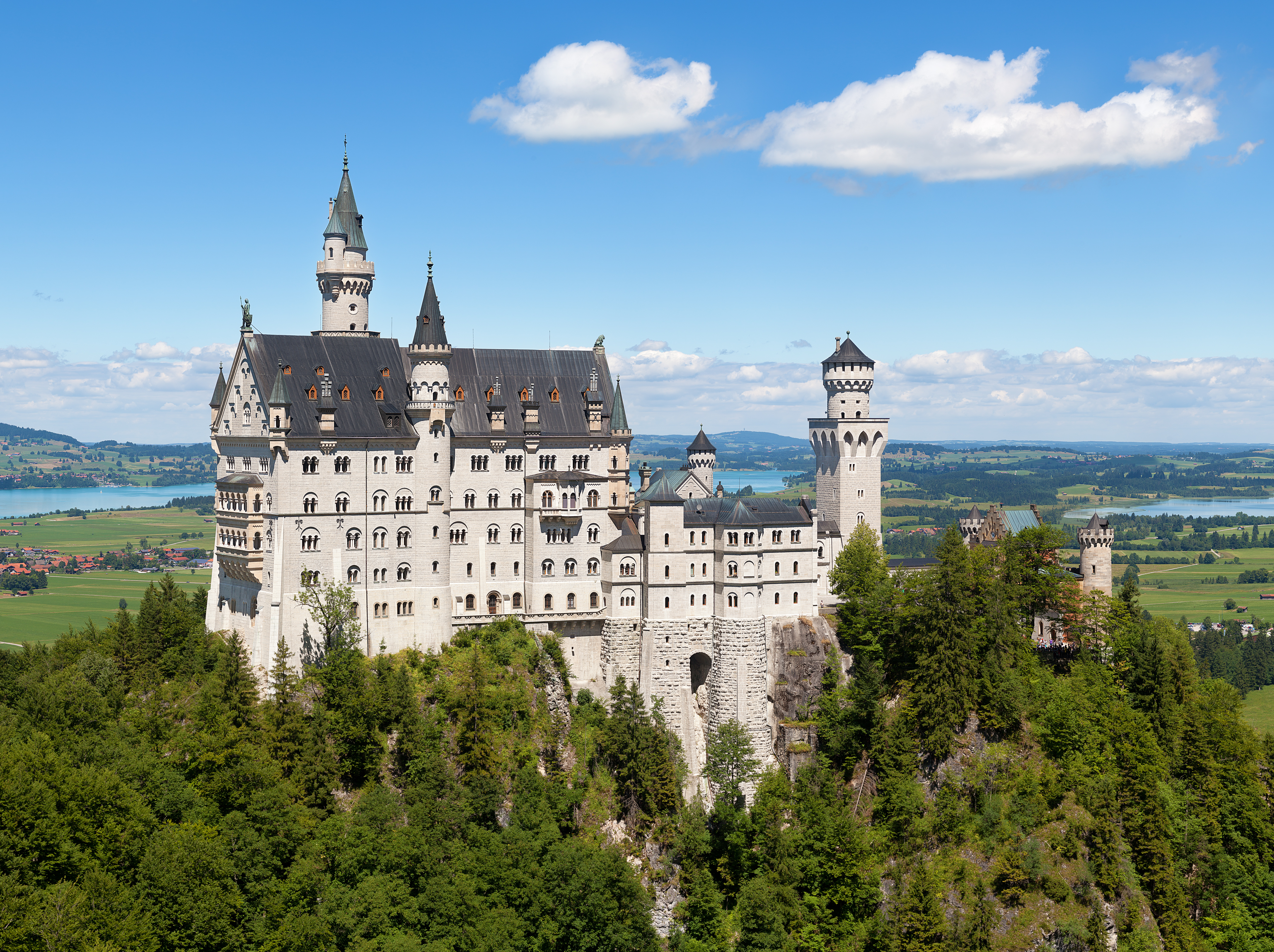
Château de Neuschwanstein, construit sous Louis II.

considérablement pour construire les châteaux de Neuschwanstein, Linderhof et Herrenchiemsee. Ces coûts exorbitants conduisirent à son éviction du pouvoir, sans que Bismarck ne le défendît. Le soir du 9 juin 1886, Louis II, « le roi de contes de fées », très endetté, fut arrêté au château de Neuschwanstein. Une commission du gouvernement bavarois l'informa qu'il était placé sous tutelle. On le transféra dans la nuit au château de Berg. Son oncle, le prince Léopold prit la régence le lendemain, le 10 juin.
Lorsque quelques jours plus tard, le 13 juin 1886, Louis II fut mystérieusement retrouvé mort dans le lac de Starnberg près du château de Berg, son frère cadet Othon devint roi de Bavière conformément à la succession.

### Fin de Siècle et Première Guerre mondiale

#### La régence

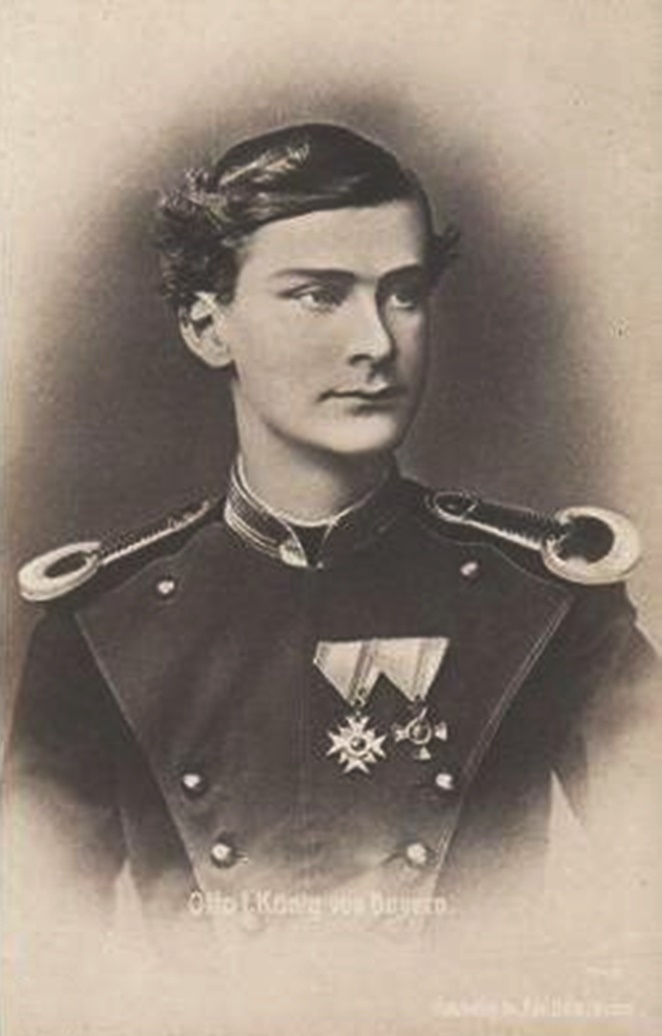
Le roi Othon Ier

Comme le roi Othon Ier étant lui-même déjà interné depuis 1872 pour folie, n'était pas capable de gouverner en raison d'une maladie mentale, le gouvernement fut confié au prince Léopold de Bavière en qualité de régent de son neveu, troisième fils de Louis Ier et frère de Maximilien II. Cette régence dura plus d'un quart de siècle, jusqu'à la mort du souverain en 1912.
Contrairement aux rois qui l'avaient précédé, Léopold adopta un style de gouvernement présidentiel et représentatif, se tenant généralement en retrait des décisions politiques, ce qui permit au gouvernement et au parlement de gagner en pouvoir. Léopold laissa largement la conduite du gouvernement à ses gouvernements libéraux et favorables au Reich, sous la présidence au Conseil des ministres de Johann von Lutz (jusqu'en 1890), Friedrich Krafft von Crailsheim (jusqu'en 1903) et Clemens von Podewils-Dürniz (de) (jusqu'en 1912). Ainsi, bien que catholique lui-même, Léopold soutint l'attitude anticatholique de Lutz et la position dure du gouvernement bavarois contre l'Église et le catholicisme politique. En 1890, le prince régent empêcha la tenue d'un Katholikentag prévu à Munich, mais s'engagea néanmoins pour un apaisement du Kulturkampf.
Cependant, la part des voix des libéraux diminua progressivement lors des élections au Landtag de cette période, ne formant plus que le deuxième groupe parlementaire derrière le Zentrum, qui profitait des pertes de voix libérales. De nouveaux partis émergèrent également, comme la Ligue paysanne bavaroise et les sociaux-démocrates. En 1893, le SPD fit son entrée au Landtag bavarois pour la première fois. Tout cela accrut la pression du parlement sur le gouvernement et conduisit à des tensions croissantes, qui atteignirent leur paroxysme à la fin du XIXe siècle, lorsque le Zentrum ne voulut plus soutenir l'attitude anticatholique des libéraux.
Les relations avec la Prusse restèrent donc relativement froides même après le Kulturkampf. Grâce à une alliance électorale entre le Zentrum bavarois, comme s'appelait le Parti patriote bavarois depuis 1887, et le SPD, le droit de vote bavarois fut libéralisé en 1906 et ainsi aligné sur celui du Reichstag. La nomination de Georg von Hertling, et donc pour la première fois d'un représentant de la fraction majoritaire au Landtag, au poste de chef du gouvernement en 1912 indiquait le début d'une parlementarisation de la monarchie bavaroise. Il était en effet devenu de plus en plus difficile de gouverner sans une base parlementaire solide.
Par conséquent à la veille du conflit mondial, la monarchie bavaroise était en crise, notamment en raison de la faiblesse mentale de ses monarques, ce qui non seulement endommagea leur acceptation par la population, mais affaiblit également la position politique de la Bavière. Sur le plan intérieur, non seulement la bureaucratie en Bavière gagna plus d'influence que ce que la constitution prévoyait, mais des partis politiques de plus en plus influents, non pris en compte par la constitution, émergèrent également. La Bavière connaissait tous les phénomènes du XIXe siècle : développement de l’industrie et du commerce, transfert progressif de la campagne au profit des villes, montée en puissance des idées socialistes. Les questions sociales soulevées par l'industrialisation croissante restèrent sans réponse, tout comme les revendications des travailleurs pour plus d'influence dans la société et le mouvement féministe naissant.
La régence du prince Léopold, est considérée comme une ère de recul progressif des intérêts bavarois au profit de ceux du Reich, en raison de la passivité politique de Léopold. En lien avec la fin malheureuse du règne précédent de Louis II, cette rupture dans la monarchie bavaroise fut d'autant plus marquante. La modification constitutionnelle de 1913 marqua finalement, selon les historiens, une rupture décisive dans la continuité de la royauté, d'autant plus que cette modification fut approuvée par le Landtag en tant que représentation populaire, signifiant ainsi indirectement un pas vers une monarchie parlementaire. La combinaison de ces deux évolutions est aujourd'hui considérée comme la principale cause de la fin sans éclat et sans résistance du royaume de Bavière lors de la révolution de novembre 1918. Après la mort de Léopold, son fils Louis lui succéda d'abord également en tant que prince-régent, mais il se fit proclamer officiellement roi Louis III le 5 novembre 1913, après une modification constitutionnelle décidée par le Landtag bavarois le 4 novembre. Otto conserva cependant son titre de roi jusqu'à sa mort en 1916, de sorte que la Bavière eut deux rois (de titre) pendant cette période.
Intéressé et connaisseur en matière de politique économique et agricole, Louis était initialement déterminé à utiliser la position encore constitutionnellement forte de la couronne pour agir politiquement. La question sociale restait l'un des problèmes les plus urgents de la politique après l'accession au trône de Louis III, et en 1913, le gouvernement bavarois avait élaboré des plans pour le soutien étatique des chômeurs, qui échouèrent cependant à la chambre haute. Début 1914, des manifestations eurent lieu dans toute la Bavière. Le court règne de Louis fut fortement marqué par le catholicisme. Il était proche du Zentrum. Sa politique sociale s'inspirait fortement de l'encyclique Rerum Novarum, proclamée en 1891 par le pape Léon XIII.

#### La Bavière pendant la Première Guerre mondiale
La politique impériale allemande s'était poursuivit au gré des intérêts de la Bavière et de la volonté de Bismarck, notamment avec la mise en place en 1882 de la Triplice, alliance entre l’Allemagne, l’Autriche et l’Italie, tandis que la France, l’Angleterre et la Russie se rapprochaient de leur côté, mettant en place l'engrenage de la première guerre mondiale.
Ainsi lorsque la guerre éclate, la Bavière s’impliqua dans le conflit avec toutes ses ressources politiques, militaires et économiques en tant que partie de l'Empire. Le fils du roi Louis, le prince héritier Rupprecht, était l'un des commandants sur le front occidental et défendit Metz avec succès. Le frère cadet du roi, Léopold de Bavière, agissait quant à lui comme commandant en chef à l'Est. En raison des pénuries d'approvisionnement et des pertes subies pendant la Première Guerre mondiale, le soutien dont jouissait jusqu'alors la monarchie parmi la population s'éroda. L'attitude militariste de Louis III, qui prônait une expansion de la Bavière par des annexions après une guerre victorieuse, ne fit qu'aggraver la situation. Son attitude était perçue comme trop favorable à la Prusse. Les tensions bavaro-prussiennes non résolues depuis 1870 eurent des conséquences fatales à double titre. En Bavière, les exportations forcées de denrées alimentaires bavaroises vers le nord suscitèrent du ressentiment. Au front, les différences de ravitaillement et de traditions militaires conduisirent à des conflits. Le conflit latent entre les paysans et les citadins en raison de la pénurie alimentaire pendant la guerre se manifesta également au Landtag bavarois entre les partis et conduisit à des démissions ministérielles en décembre 1916. La situation sociale en Bavière se détériora de plus en plus. Après que Hertling soit devenu chancelier impérial à la fin de 1917, il fut remplacé par Otto von Dandl (de), qui n'appartenait à aucun parti.
Le 15 août 1918, après l'échec définitif de l'offensive allemande à l'ouest, le conseil des ministres bavarois sous la direction de Dandl demanda à la direction du Reich de rechercher une paix de compromis. En septembre, Dandl demanda le remplacement de Georg von Hertling en tant que chancelier impérial par Max de Bade, car Hertling, de plus en plus dépassé par les événements, avait laissé l'initiative bavaroise sans réponse, au grand désarroi du prince héritier Rupprecht. Cependant, Dandl ne put se résoudre à une initiative de paix indépendante impliquant le roi, contrairement au souhait de Rupprecht.

### Fin de la monarchie en Bavière

#### La révolution allemande
En octobre 1918, l’atmosphère de Munich était de plus en plus agitée, et les événements politiques, tant dans les brasseries qu'en plein air, attiraient de grandes foules. Dandl avait longtemps sous-estimé la possibilité d'une révolution malgré les avertissements, et lorsqu'elle se propagea rapidement, il réagit de manière résignée. Ni une paix séparée ne fut envisagée, ni les troupes bavaroises ne furent retirées du front occidental. Le 2 novembre 1918, une réforme constitutionnelle majeure fut conclue, prévoyant notamment l'introduction du scrutin proportionnel. Le roi Louis III accepta la transformation en monarchie parlementaire, mais la proclamation de la république cinq jours plus tard entrava cette transformation. La fin de la Première Guerre mondiale marqua également la fin de la monarchie en Bavière. Lors de la révolution de novembre, Kurt Eisner proclama l'État libre de Bavière le 7 novembre 1918. Le roi Louis III fut le premier prince allemand à être déposé et dut quitter la Bavière. Le soutien à la monarchie avait tellement diminué que toutes les casernes, postes de police et journaux de Munich furent pris par les insurgés sans résistance.
Par la suite, le roi , par la déclaration d'Anif (de), libéra les fonctionnaires et soldats bavarois de leur serment de fidélité, assurant ainsi la continuité de l'administration, mais refusa d'abdiquer. Le nouveau gouvernement interprétait néanmoins ce document comme une renonciation au trône, marquant ainsi la fin du royaume de Bavière. Les fonctionnaires monarchistes dans la justice et la bureaucratie conservèrent essentiellement leurs postes et adoptèrent une attitude attentiste avant de s'adapter aux nouvelles conditions. Le conflit sur l'expropriation de la famille royale fut résolu en 1923 avec le fonds de compensation des Wittelsbach.

#### Échec de la restauration
Les multiples tentatives ultérieures de restauration sous le prince héritier Rupprecht n’aboutirent guère. En effet, à l'hiver 1932, le ministre-président Heinrich Held avait contacté le prince héritier Rupprecht pour le nommer commissaire général d'État selon l'article 64 de la Constitution bavaroise en cas de prise de pouvoir par les nazis. Cependant, après l'arrivée au pouvoir des nazis en 1933, Held et le prince héritier hésitèrent à nommer ce dernier commissaire général d'État ou à restaurer la monarchie en Bavière pour se protéger contre la mise au pas.
Après la Seconde Guerre mondiale, les efforts des monarchistes bavarois pour restaurer la monarchie furent empêchés par les forces d'occupation américaines. L'administration militaire américaine, fermement opposée au rétablissement d'une monarchie, interdit en 1946 le Parti bavarois de la patrie et du roi nouvellement reconstitué. Une assemblée constituante siégea à Munich à partir du 30 juin 1946. La nouvelle constitution républicaine de l'État libre de Bavière fut ensuite adoptée à une large majorité par le peuple en 1946. La création d'un poste de ministre-président d'État bavarois, pour lequel le prince héritier était considéré comme un candidat prometteur, échoua au parlement en septembre 1946.
Après la fin du gouvernement militaire en 1949, le Parti bavarois de la patrie et du roi fut reconstitué. L'ancien prince héritier, toujours populaire, soutenait l'idée que si des constitutions républicaines au niveau des États existaient déjà dans l'Empire allemand (comme dans les villes hanséatiques de Hambourg et Brême), alors la Bavière, en tant qu'État fédéré au sein de la République fédérale d'Allemagne, pourrait également se doter d'une constitution monarchique. Dans ce système, les compétences politiques seraient exercées par le ministre-président élu, tandis que les fonctions de représentation du père de la patrie seraient assumées par un monarque héréditaire. Cependant, il ne parvint pas plus à imposer cette vision.

## Organisation administrative

### Les cercles de 1808 à 1837
L'organisation administrative du royaume de Bavière, fondé en 1806, fut entièrement restructurée en 1808 pour intégrer les nouveaux territoires acquis. Cela entraîna également la suppression des directions régionales. Avec l'édit communal du 17 mai 1818, les communes furent également établies en Bavière. Jusque-là, les Obmannschaften (de) étaient les unités administratives du niveau le plus bas. La Bavière fut divisée en 15 cercles (étatiques), dont les noms étaient basés sur des rivières. En 1810, six cercles furent dissous, suivis d'un autre en 1814. En 1816, le cercle du Rhin fut créé comme un nouveau, et jusqu'en 1817, deux autres cercles furent dissous, de sorte que lors de la réorganisation administrative de 1817, il ne restait plus que huit cercles.
- L'Altmühlkreis (1808–1810, dissous)
- L'Eisackkreis (1808–1810, cédé à l'Italie)
- L'Etschkreis (1808–1810, cédé à l'Italie)
- L'Illerkreis (1808–1817, dissous)
- L'Innkreis (1808–1814, cédé à l'Autriche)
- Le Isarkreis (1808–1837, intégré à la Haute-Bavière)
- Le Lechkreis (1808–1810, dissous)
- Le Mainkreis (1808–1837, renommé Obermainkreis en 1817, intégré à la Haute-Franconie)
- Le Naabkreis (1808–1810, dissous)
- L'Oberdonaukreis (1808–1837, intégré à la Souabe)
- Le Pegnitzkreis (1808–1810, dissous)
- Le Regenkreis (1808–1837, intégré au Haut-Palatinat)
- Le Rezatkreis (1808–1837, intégré à la Moyenne-Franconie)
- Le Rheinkreis (1816–1837, intégré au Palatinat)
- Le Salzachkreis (1808–1816, cédé à l'Autriche, incluait l'Innviertel)
- Le Unterdonaukreis (1808–1837, intégré à la Basse-Bavière)
- Le Untermainkreis (1817–1837, intégré à la Basse-Franconie)

De 1838 à 1918
En 1838, les cercles reçurent des noms basés sur les duchés traditionnel au lieu des noms de rivières. Ces noms furent plus tard transférés aux districts administratifs actuels, qui, à l'exception du Palatinat séparé de la Bavière en 1946, correspondent largement aux districts actuels.
Les cercles restants en 1838 furent divisés en bureaux de district. Les prédécesseurs des bureaux de district, les tribunaux de district, étaient à l'origine à la fois des autorités administratives et judiciaires, ce qui était considéré comme un défaut structurel de la constitution bavaroise, car cela affectait l'indépendance judiciaire. Ce problème fut résolu en 1862 avec l'introduction des bureaux de district, auxquels furent transférées les tâches administratives. Dans le Palatinat, des commissariats de district existaient déjà depuis 1818 aux côtés des tribunaux de district. Malgré cette organisation territoriale rationnelle et uniforme, le développement social du royaume fut initialement marqué par d'importants problèmes d'intégration.
Au sein du royaume de Bavière, le Palatinat jouissait d'un statut juridique et administratif spécial, car le gouvernement bavarois conservait des acquis importants de l'époque française.
À partir de 1871, le royaume de Bavière était le deuxième plus grand État de l'Empire allemand, avec 75 865 km², composé de la grande partie orientale principale (69 928 km² après les cessions territoriales de 1866) et de la petite partie occidentale située sur le Rhin, le Palatinat rhénan (5 937 km²).
- La Haute-Bavière (chef-lieu de district et gouvernement de cercle à Munich)
- La Basse-Bavière (Landshut)
- Le Palatinat (Spire)
- Le Haut-Palatinat et Ratisbonne (Ratisbonne)
- La Haute-Franconie (Bayreuth)
- La Moyenne-Franconie (Ansbach)
- La Basse-Franconie et Aschaffenbourg (Wurtzbourg)
- La Souabe et Neubourg (Augsbourg)

### Villes principales
- Munich, capitale du royaume où se trouvent deux palais royaux, la Residenz au centre-ville (devenu un musée) et celui d'été, Nymphenburg
- Ansbach
- Augsbourg
- Bamberg
- Bayreuth
- Brixen (seulement jusqu'en 1814)
- Freising
- Landshut
- Nuremberg
- Passau
- Ratisbonne
- Spire
- Wurtzbourg

## Armée
Pour un article plus général, voir Armée bavaroise.

### Réformes
L'année 1790 apporta une réforme fondamentale de l'armée bavaroise : toutes les troupes de campagne reçurent un uniforme d'une coupe unique et, au lieu du chapeau, un casque en cuir avec une queue de cheval. Celui-ci fut nommé le "Rumford-Kaskett" d'après le ministre de la guerre de l'époque et auteur de la réforme, le comte Rumford.
À son accession au pouvoir en 1799, l'électeur Maximilien IV Joseph trouva l'armée bavaroise dans un état déplorable : aucun des régiments n'avait une force proche de celle requise, le niveau de formation des troupes était mauvais et les uniformes de Rumford étaient impopulaires et peu pratiques. Le jeune électeur, qui avait lui-même été colonel du régiment étranger français Royal-Deux-Ponts sous l'Ancien Régime, fit de la construction d'une force armée moderne l'une de ses principales tâches. Pour l'infanterie, on revint à la couleur traditionnelle de l'uniforme bleu clair et, en 1801, on introduisit pour toutes les armes le casque à chenille, bientôt caractéristique de l'armée bavaroise. L'armée bavaroise fut réformée selon le modèle français par des généraux compétents tels que Deroy, Wrede et Triva (de), et devint rapidement la force armée la plus moderne d'Allemagne. La première armée de langue allemande à abolir les châtiments corporels fut l'armée bavaroise. En plus de l'armée de campagne largement basée sur la conscription, une garde nationale fut également créée avec trois classes (1re classe : bataillons de réserve des régiments de ligne, 2e classe : landwehr, 3e classe : milice citoyenne).

### Guerres napoléoniennes
En 1800, il fallut de nouveau combattre à contrecœur aux côtés de l'Autriche contre la France, mais lorsqu'en 1805 l'Autriche envahit la Bavière pour la troisième fois en 100 ans, elle y trouva une armée efficace. Celle-ci ne recula que pour se joindre à l'armée de Napoléon qui approchait, puis lancer une contre-attaque. Celle-ci fut rapide, méthodique et approfondie. 30 000 Bavarois participèrent au siège réussi d'Ulm et à la libération subséquente de la Bavière. Lors de la bataille d'Austerlitz, ils sécurisèrent les flancs et les voies d'approvisionnement de l'empereur Napoléon Ier. De 1806 à 1807, ils forcèrent plusieurs forteresses prussiennes à capituler.
Cependant, les troubles qui éclatèrent en 1809 dans la province du Tyrol, attribuée à la Bavière par Napoléon, se transformèrent en une véritable insurrection populaire, parfois soutenue par l'Autriche, qui ne put être réprimée qu'avec l'aide française. Lorsque l'Autriche envahit à nouveau la Bavière en 1809, l'armée française était principalement engagée en Espagne, de sorte que la nouvelle campagne de Napoléon contre les Habsbourg fut initialement menée avec des troupes majoritairement bavaroises. Lors de la bataille de Wagram, l'engagement de l'armée bavaroise fut décisif pour l'issue de la bataille.
Lors de la campagne de Russie, l'armée bavaroise subit des pertes terribles. Dès la bataille de Polotsk à la mi-août 1812, un lourd tribut de sang fut payé ; en direction de Moscou, seule la cavalerie bavaroise progressa essentiellement. Sur les quelque 33 000 hommes qui avaient marché en 1812 (y compris les renforts envoyés par la suite), seulement environ 4 000 revinrent. Poussé par le prince héritier et Wrede, le roi Maximilien Ier se détourna de la France à contrecœur et rejoignit le camp des Alliés peu avant la bataille de Leipzig. La tentative de Wrede d'arrêter le passage de la Grande Armée en 1813 lors de la bataille de Hanau se solda par une défaite légère pour le corps bavarois-autrichien qu'il commandait. Lors de la campagne de France de 1814, initialement malheureuse pour les Alliés, il compensa cette défaite et remporta des victoires précieuses contre l'ancien allié lors des batailles d'Arcis-sur-Aube et de Bar-sur-Aube.

### Période de paix jusqu'à 1866
Le roi Louis Ier (1825-1848) n'eut pas à mener de guerres, contrairement à son père, et n'hésita pas à utiliser le budget de la défense pour financer des constructions comme l'Odeon. À partir de 1833, la Bavière apporta une aide militaire accrue à la Grèce, désormais gouvernée par le deuxième fils de Louis, Othon. Sous le successeur de Louis, Maximilien II Joseph (1848-1864), l'armée bavaroise comptait environ 77 200 hommes en 1854, répartis en deux corps d'armée, chacun composé de deux divisions d'infanterie et d'une division de cavalerie, ainsi que d'une artillerie avec 192 canons et du corps du génie.

### Guerres de 1866 et de 1870
Après la décision d'exécution fédérale contre la Prusse par le Bundestag à Francfort, la guerre austro-prussienne éclata. La mobilisation de l'armée bavaroise, ordonnée le 10 mai 1866, ne fut achevée que le 22 juin, à un moment où l'armée prussienne était déjà presque en Bohême. Cette guerre se déroula très malheureusement pour l'armée bavaroise. Le commandant en chef bavarois, le prince Charles, qui commandait également les troupes fédérales du sud de l'Allemagne, apprit à Meiningen, alors qu'il se précipitait en renfort au royaume de Hanovre, la capitulation des Hanovriens après la bataille de Langensalza. Les Prussiens avançant rapidement, une jonction avec un corps fédéral plus à l'ouest sous le commandement du prince Alexandre de Hesse n'était pas possible, ce qui poussa les troupes bavaroises à se replier sur Kissingen. Après de violents combats, l'armée bavaroise se retira à Schweinfurt et Würzburg. Là, seuls la forteresse de Marienberg et un quartier de la ville purent être tenus. Le 1er août 1866, un corps de réserve prussien occupait Nuremberg.
Lorsqu'en 1869, dans le cadre de la candidature au trône espagnol de Léopold de Hohenzollern, les relations entre la France et la Prusse s'aggravèrent, le ministre bavarois de la Guerre, Siegmund von Pranckh, fit mobiliser les deux corps d'armée bavarois le 14 juillet 1870. Le 1er corps d'armée sous Ludwig von der Tann et le 2e corps d'armée sous Jakob von Hartmann participèrent à la guerre franco-prussienne dans le cadre de la IIIe armée sous le commandement du prince Frédéric-Guillaume de Prusse. Les troupes bavaroises sous von Hartmann prirent d'assaut Wissembourg, participèrent avec succès à la bataille de Woerth, à la bataille de Beaumont, à la bataille de Sedan et au siège de Paris. Plus de 5 000 soldats bavarois moururent pendant la guerre.

### L'armée bavaroise sous l'Empire allemand
L'armée du royaume de Bavière exista jusqu'en 1918. Le roi de Bavière avait conserver le droit de commander en chef l'armée bavaroise en temps de paix (sur la base de la convention militaire de novembre 1870). Dans le cadre de la Première Guerre mondiale, les troupes bavaroises combattirent sous le commandement suprême de l'Empire allemand. L'État libre de Bavière renonça à sa souveraineté militaire dans la constitution de Bamberg du 14 août 1919.

## Les rois

### Titulature
À partir du 1er janvier 1806, le titre royal bavarois était initialement :
Par la grâce de Dieu, roi de Bavière, archiduc palatin du Saint Empire Romain, archisénéchal et prince-électeur.
À partir du 1er janvier 1806, les titres relatifs à l'Empire sont abandonnés avec l'adhésion de la Bavière à la confédération du Rhin.

Le 18 octobre 1835, Louis Ier émet un autre décret, selon lequel le grand titre royal était désormais :
Par la grâce de Dieu, roi de Bavière, comte palatin du Rhin, duc de Bavière, de Franconie et en Souabe, etc. etc.
Ce qui est signifié par « etc. etc. » n'est pas expliqué dans le décret mentionné, et aucune interprétation authentique n'a jamais été publiée à ce sujet ultérieurement. Une certaine aide à l'interprétation est fournie par une annonce du 3 octobre 1804, qui est cependant devenue partiellement inapplicable en raison des changements constitutionnels ultérieurs. Elle établit le titre électoral comme suit :
N. duc de Haute et Basse-Bavière, du Haut-Palatinat, en Franconie, à Clèves et Berg, prince de Bamberg, de Wurtzbourg, d'Augsbourg, de Freising et de Passau, prince et seigneur de Kempten, landgrave de Leuchtenberg, comte-princier de Mindelheim, comte de la Marche, de Ravensberg, d'Ottobeuren et de Helfenstein, seigneur d'Ulm, de Rothenburg, de Nördlingen, de Schweinfurt, de Wettenhausen, de Roggenburg, d'Ursberg, d'Elchingen, de Söflingen, d'Irrsee, de Memmingen, de Ravensburg, de Wangen, de Kaufbeuren, de Buchhorn, de Leutkirch et de Bopfingen etc., comte palatin héréditaire, archisénéchal et Prince-Électeur du Saint Empire romain germanique.
Ici aussi, on trouve déjà un « etc. »

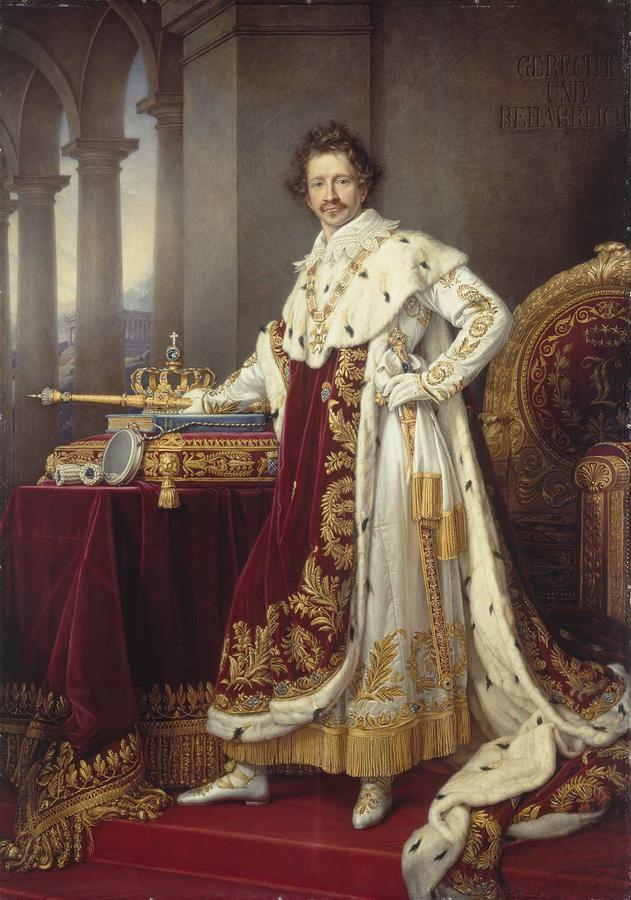
Louis Ier de Bavière

Cela signifie probablement que tous les titres légitimement dus au prince-électeur ou roi de Bavière, dont la détermination est précise aurait posé de grandes difficultés tant aux juristes qu'aux historiens. En fin de compte, on peut voir dans le « etc. etc. » un espace réservé à tous les titres que les souverains de Bavière ont jamais portés et auxquels ils n'ont pas expressément renoncé (par traité de droit international) ou tacitement (en omettant l'emblème héraldique d'un territoire dans leurs armoiries après la perte dudit territoire).
Lors de l'audience à l'occasion de la proclamation royale le 1er janvier 1806 et également dans le journal officiel, on se réserva le couronnement et le sacre solennel pour une date ultérieure. Les insignes commandés à Paris arrivèrent en mars 1807. La couronne du royaume de Bavière n'était pas portée, mais était placée sur un catafalque lors de l'intronisation des rois bavarois et lors des funérailles royales. Elle se trouve aujourd'hui dans la chambre du trésor de la Résidence de Munich.

### Liste des rois de Bavière
Article connexe : Liste des rois de Bavière.
- 1er janvier 1806-13 octobre 1825 : Maximilien Ier
- 13 octobre 1825-20 mars 1848 : Louis Ier, fils aîné du précédent,
- 20 mars 1848-10 mars 1864 : Maximilien II, fils aîné du précédent,
- 10 mars 1864-13 juin 1886 : Louis II, fils aîné du précédent,
- 13 juin 1886-5 novembre 1913 : Othon Ier, frère cadet du précédent, jugé fou et incapable de régner, la régence étant assurée par son oncle Luitpold de Bavière,
- 5 novembre 1913-7 novembre 1918 : Louis III, fils aîné de Luitpold de Bavière, et troisième fils de Louis Ier (le second, Othon Ier, était devenu roi de Grèce, il ne faut pas le confondre avec Othon Ier de Bavière).

### Liste des prétendants au trône de Bavière
- Le prince héritier Rupprecht de Bavière7 novembre 1918-18 octobre 1921 : Louis III, auparavant roi de Bavière,

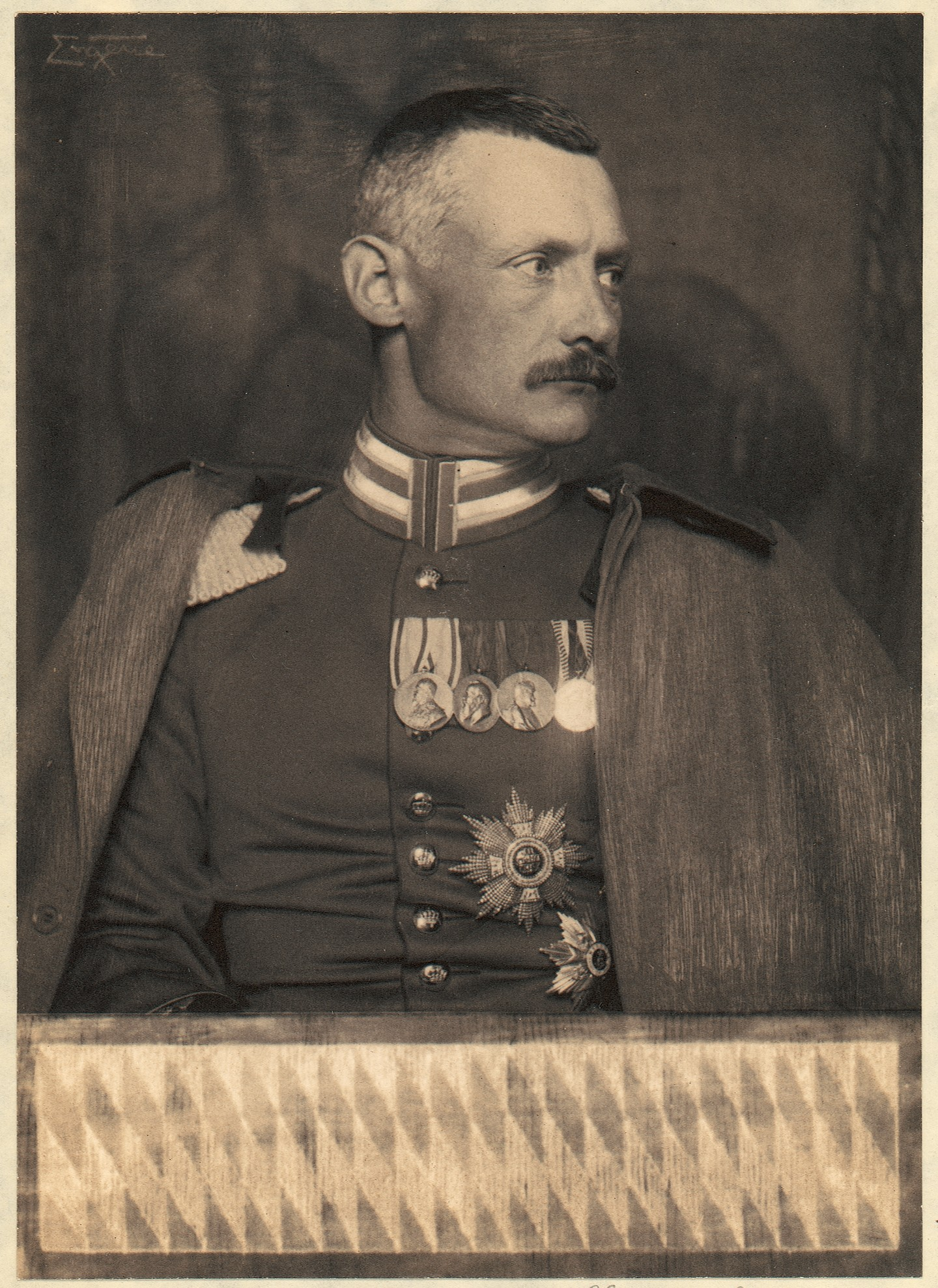
Le prince héritier Rupprecht de Bavière

- 18 octobre 1921-2 août 1955 : Rupprecht, fils aîné de Louis III,
- 2 août 1955-8 juillet 1996 : Albert, le deuxième fils du précédent dernier, l'aîné étant mort adolescent
- Depuis le 8 juillet 1996 : François, le fils aîné d'Albert.

Dans l'ordre de succession figurent ensuite son frère cadet Max Emmanuel de Bavière, puis Luitpold de Bavière, fils de Louis de Bavière, fils de François de Bavière, lui-même troisième fils de Louis III de Bavière, et enfin Louis de Wittelsbach, fils de Luitpold de Bavière précédemment cité.

### Nécropoles
Les rois de Bavière sont inhumés dans différentes églises :
- Theatinerkirche, où se trouvent les dépouilles de Maxilimien II et de sa femme Marie de Prusse, ainsi que du régent Luitpold,
- Michaelskirche, où se trouvent les dépouilles des deux frères Louis II et Othon Ier,
- La cathédrale Frauenkirche, où repose Louis III,
- Abbaye de Saint-Boniface, où se trouve Louis Ier et sa femme,

## Sources, notes et références

### Sources bibliographiques
- Pierre Gaxotte, Histoire de l'Allemagne, tome II, chapitres « Les révolutions venues de France », « L'unité », « L'empire », Paris, Flammarion, 1963, pages 104 à 341
- Jean des Cars, Louis II de Bavière ou Le roi foudroyé, Paris, Perrin, 1975